# Arthur W. Sleight
Arthur William Sleight (* 1. April 1939 in Ballston Spa, New York (Bundesstaat)) ist ein US-amerikanischer Festkörperchemiker.
Sleight studierte am Hamilton College mit dem Bachelor-Abschluss 1960 und wurde 1963 an der University of Connecticut in anorganischer Chemie promoviert. Als Post-Doktorand war er 1963/64 an der Universität Stockholm. Danach war er bis 1989 Forschungschemiker bei DuPont de Nemours, zuletzt in leitenden Managementfunktionen. Gleichzeitig war er 1978 bis 1989 Adjunct Professor an der University of Delaware. 1989 wurde er Professor an der Oregon State University (OSU). Ab 1995 war er Direktor des Center for Advanced Materials Research. An der OSU hatte er den Milton-Harris-Lehrstuhl für Materialforschung inne, bis er im Juni 2005 emeritiert wurde.
Sleight befasst sich mit Synthese neuer anorganischer Festkörper und der Aufklärung von Struktur-Eigenschaftsverhältnissen, speziell von Oxiden. In den 1970er Jahren fand er Hinweise auf Supraleitung bei für die damalige Zeit relativ hoher Sprungtemperatur (13 Grad Kelvin) in einem Barium-Blei-Wismut-Oxid. Wie bei den 1987 entdeckten Hochtemperatursupraleitern handelte es sich um keramische Supraleiter. Weiter forschte er über heterogene Katalyse, ionische Leitfähigkeit, Materialien mit besonderen elektrischen und magnetischen Eigenschaften (Riesenmagnetwiderstand, Ferroelektrika u. a.), Kristallwachstum und Defekten.
Ab den 1990er Jahren befasste er sich unter anderem mit Materialien, die bei Erhitzung kontrahieren, zum Beispiel ZrW2O8, wo die Kontraktion aus der thermisch angeregten Bewegung von Zirkoniumoxid-Oktaedern und Wolframoxid-Tetraedern resultiert.
1978 erhielt er den Delaware section American Chemical Society Award der Delaware Section der ACS, 1994 den Gold Medal Award der National Association for Science, Technology and Society und 1997 den American Chemical Society Award for Chemistry of Materials.